# Lintneria porioni
Lintneria porioni là một loài bướm đêm thuộc họ Sphingidae. Nó được tìm thấy ở Peru.
Sải cánh dài 51–56 mm. 
Có thể có một lứa một năm with adults recorded from cuối tháng 6 đến đầu tháng 8.
Ấu trùng có thể ăn Lamiaceae (such as Salvia, Mentha, Monarda và Hyptis), Hydrophylloideae (such as Wigandia) và Verbenaceae species (such as Verbena và Lantana).